# Palau-saverdera
Palau-saverdera (em catalão e oficialmente), Palau Sabardera ou Palau-Sabardera (em castelhano) é um município da Espanha na comarca de Alt Empordà, província de Girona, comunidade autónoma da Catalunha. Tem 16,5 km² de área e em 2021 tinha 1 490 habitantes (densidade: 90,3 hab./km²).

## Demografia
| Variação demográfica do município entre 1991 e 2004 | Variação demográfica do município entre 1991 e 2004 | Variação demográfica do município entre 1991 e 2004 | Variação demográfica do município entre 1991 e 2004 |
| --------------------------------------------------- | --------------------------------------------------- | --------------------------------------------------- | --------------------------------------------------- |
| 1991                                                | 1996                                                | 2001                                                | 2004                                                |
| 686                                                 | 753                                                 | 852                                                 | 1031                                                |

## Património
- Igreja de Sant Joan
- Plaça Major
- Antigo castelo de Palau-Saverdera, conhecido popularmente como Can Messió
- Torre de les Hores